# 8088 Australia
8088 Australia este un asteroid din centura principală de asteroizi.

## Descriere
8088 Australia este un asteroid din centura principală de asteroizi. A fost descoperit pe 23 septembrie 1990 la Observatorul de Astrofizică din Crimeea de Liudmila Juravliova și G. R. Kastel'. Asteroidul prezintă o orbită caracterizată de o semiaxă mare de 2,29 ua, o excentricitate de 0,15 și o înclinație de 3,5° în raport cu ecliptica.